# Kybur Zebennia
Kybur Zebennia (amh. ክቡር ዘበኛ), Gwardia Honorowa – elitarna jednostka wojskowa armii etiopskiej w okresie cesarstwa w XX wieku.

## Historia
W 1917 regent Ras Teferi (późniejszy cesarz Hajle Syllasje I) przejął zwierzchnictwo nad cesarskim oddziałem przybocznym, zwanym Mehal Sefari, dowodzonym przez Etiopczyków, wyszkolonych w Kenii przez Brytyjczyków. Do oddziału dołączyli też Etiopczycy przeszkoleni w Trypolisie przez Włochów. Po koronacji Rasa Teferiego na cesarza Abisynii w 1930, oddział został przemianowany na Cesarską Gwardię Honorową. Stacjonowała ona w Addis Abebie. Pełniła rolę oddziału przybocznego cesarza, a jednocześnie elitarnej jednostki wojskowej. Hajle Syllasje I podjął liczne kroki zmierzające do modernizacji kraju. W jej ramach zaprosił także do Abisynii belgijską i szwedzką misję wojskową w celu wyszkolenia i unowocześnienia abisyńskich sił zbrojnych. Kybur Zebennia została przeorganizowana w dywizję w składzie trzech batalionów piechoty. Jeden z batalionów miał kompanię karabinów maszynowych. Żołnierze Gwardii zostali przeszkoleni zgodnie z europejskimi zasadami walki, jednolicie umundurowani w mundury belgijskiej armii oraz wyposażeni w nowoczesne karabiny ręczne, karabiny maszynowe i moździerze. Oficerami byli Etiopczycy, którzy ukończyli francuską akademię wojskową École Spéciale Militaire de Saint-Cyr. Kybur Zebennia pod dowództwem rasa Gietaczeua Abatego uczestniczyła w wojnie włosko-abisyńskiej w latach 1935–36. Szczególnie zasłużyła się podczas bitwy pod Majczeu 31 marca 1936, przełamując pozycje kolonialnych oddziałów włoskich z Erytrei i wychodząc na flankę jednostek włoskich. Jednakże ich atak zmusił Gwardię do odwrotu. W wyniku klęski sił abisyńskich w wojnie z Włochami Kybur Zebennia przestała istnieć. Wielu jej żołnierzy wstąpiło do ruchu oporu.
Po powrocie cesarza Hajle Syllasje I na początku maja 1941 do Etiopii, wyzwolonej przez wojska brytyjskie i sojusznicze, Gwardia została odtworzona. W latach 1945–46 jej szkoleniem zajmowała się szwedzka misja wojskowa. W latach 1951–53 żołnierze Gwardii uczestniczyli w wojnie koreańskiej w ramach batalionów „Kanieu”, wyróżniając się w bitwach o wzgórze Pork Chop. Gwardia odegrała główną rolę w zlikwidowaniu puczu wojskowego w Addis Abebie w połowie grudnia 1960. W 1961 Kybur Zebennia składała się z dziewięciu batalionów piechoty, licząc 7000 żołnierzy. Ostatnim jej dowódcą był gen. Tafesse Lemma. Gwardię rozwiązano po przejęciu władzy w Etiopii przez Derg w połowie 1974.